# Paracandidimonas lactea
Paracandidimonas lactea es una especie de bacteria gramnegativa del género Paracandidimonas Fue descrita en el año 2023. Su etimología hace referencia a lácteo. Es aerobia e inmóvil. Tiene un tamaño de 0,2-0,36 μm de ancho por 0,9-1,8 μm de largo. Catalasa y oxidasa positivas. Forma colonias lisas, circulares, convexas y blancas en agar R2A tras 48 horas de incubación. Temperatura de crecimiento entre 15-37 °C, óptima de 30 °C. Tiene un contenido de G+C de 61,1%. Se ha aislado del suelo en China.